# Hankensbüttel
Hankensbüttel est une municipalité allemande du land de Basse-Saxe et l'arrondissement de Gifhorn. En 2014, elle comptait 4 369 hab.

## Source
- (de) Cet article est partiellement ou en totalité issu de l’article de Wikipédia en allemand intitulé « Hankensbüttel » (voir la liste des auteurs).

## Jumelages
- Le Mesnil-Saint-Denis (France) depuis 1983.